# Modello nucleare a shell

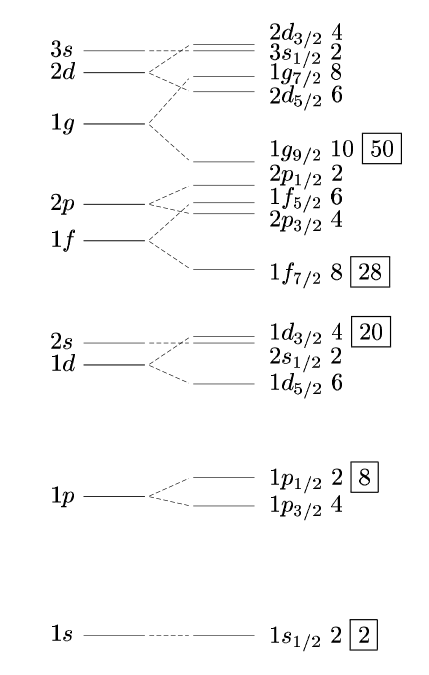
I livelli a bassa energia nel modello nucleare a shell con un oscillatore potenziale senza interazione orbita-spin. Il numero a destra di un livello indica la sua degenerazione, gli interi nei riquadri indicano i numeri magici

In fisica nucleare e chimica nucleare, il modello nucleare a guscio è un modello del nucleo atomico che usa il principio di esclusione di Pauli per descrivere la struttura del nucleo in termini dei livelli energetici. 
Il primo modello a gusco fu proposto da Dmitry Ivanenko (insieme a E. Gapon) e poi sviluppato nel 1949 a seguito del lavoro indipendente di altri fisici, tra i quali in particolare Eugene Wigner, Maria Goeppert-Mayer e J. Hans D. Jensen ai quali venne congiuntamente assegnato il premio Nobel per la fisica nel 1963 per il loro lavoro in questo campo.

## Descrizione
Il modello è parzialmente analogo al modello atomico a guscio che descrive la disposizione degli elettroni in un atomo, in particolare la configurazione di "guscio pieno" ha particolare stabilità. In modo analogo quando un nucleone (un protone o un neutrone) viene aggiunto al nucleo si osserva che ci sono delle situazioni in cui l'energia di legame di un nucleo successivo è significativamente più bassa della precedente. 
Questa osservazione è stata caratterizzata con l'espressione derogatoria "numeri magici", ovvero le configurazioni contenenti 2, 8, 20, 28, 50, 82 o 126 nucleoni risultavano particolarmente più stabili di quelle contenenti un nucleone in più. Il modello a guscio del nucleo si basa su questo fatto sperimentale.
Si noti che i livelli “a guscio” esistono, secondo il modello, sia per i protoni che per i neutroni separatamente, così che si può parlare di "nucleo magico" quando uno dei due tipi di nucleoni raggiunge un numero magico e di "nuclei doppiamente magici" quando lo sono entrambi. Date alcune variazioni nel riempimento degli orbitali i numeri magici massimi sono 126 e 184 per i neutroni ma solo 114 per i protoni. Sono stati trovati dei numeri semimagici, in particolare Z=40, 16 potrebbe essere un ulteriore numero magico.
Per ottenere questi numeri, il modello nucleare a shell parte da un potenziale medio al quale viene aggiunto un termine di interazione spin-orbita. Ulteriori termini empirici, dati ancora dall'accoppiamento spin-orbita nucleare (detti complessivamente "termine di Nilsson"), devono essere tuttavia aggiunti per riprodurre precisamente i dati sperimentali.
In ogni caso i numeri magici dei nucleoni, così come altre proprietà, possono essere ricavati approssimando il modello con un oscillatore armonico quantistico tridimensionale con una interazione spin-orbita. Un potenziale più realistico (ma anche più complesso) è il potenziale di Woods-Saxon.
Igal Talmi ha successivamente sviluppato un metodo per ottenere informazioni dai dati sperimentali e lo ha utilizzato per predire energie che non erano state misurate precedentemente. Questa descrizione si è poi sviluppata nel modello a bosoni interagenti.